# Váratlan vendég (Agatha Christie-színdarab)
A Váratlan vendég vagy Eszményi gyilkos (eredeti cím: The Unexpected Guest) Agatha Christie 1958-ban bemutatott színdarabja. A mű a londoni Duchess Theatre-ben nyitott 1958 augusztusában, ahol nemcsak kasszasiker lett, de a kritikusok tetszését is elnyerte. 612 előadást tartottak belőle, mely minden addigi rekordot megdöntött a színházban.
A színdarabot Charles Osborne 1999-ben regénnyé dolgozta át A váratlan vendég címmel. Osborne bővítette regénnyé a Feketekávé, és a Pókháló című krimi-színdarabokat is.
Magyarországon először a Madách Színház mutatta be a darabot Eszményi gyilkos címmel 1970. június 12-én, Gábor Miklós rendezésében, Végh György fordításában, Vass Éva (Laura Warwick), Horesnyi László (Michel Morley) és Ilosvay Katalin (Mrs. Margaret Warwick) főszereplésével.

## Szereplők
- Richard Warwick
- Laura Warwick
- Michael Starkwedder
- Miss Bennett
- Jan Warwick
- Mrs. Warwick
- Henry Angell
- Cadwallader őrmester
- Thomas felügyelő
- Julian Farrar

## Szinopszis
A misztikus thriller azzal kezdődik, hogy egy ködös estén egy idegen besétál egy walesi kúriába, ahol egy nőre bukkan, amint egy fegyverrel a férje holtteste fölött áll. A nő azonban zavart, a vallomása pedig egyáltalán nem meggyőző.
A váratlan vendég úgy dönt, hogy segít neki, és egy behatolóra kenik a gyilkosságot. Később a rendőrség olyan szálakat fedez fel, melyek egy két évvel korábbi gyilkossághoz vezetnek.Szeretet és gyűlölet, gyanú és intrika töltik meg a ködös estét.